# Sveti Duh (gmina Škofja Loka)
Sveti Duh – wieś w Słowenii, w gminie Škofja Loka. W 2018 roku liczyła 1093 mieszkańców.